# Tour de France 1998
Il Tour de France 1998, ottantacinquesima edizione della corsa, prese il via l'11 luglio da Dublino, in Irlanda, e si concluse il 2 agosto con la classica passerella sugli Champs-Élysées, a Parigi.
Posticipata di una settimana per la coincidenza temporale con il campionato del mondo 1998 ospitato proprio dalla Francia, la Grande Boucle vide per la prima e unica volta la vittoria dello scalatore italiano Marco Pantani. Il romagnolo concluse in 92h49'46".
Si trattò della nona edizione della corsa a tappe francese vinta da un corridore italiano; il digiuno di vittorie per i ciclisti italiani al Giro di Francia durava da ben trentatré anni, dal momento cioè del trionfo del bergamasco Felice Gimondi nell'edizione del 1965. Il 2 agosto 1998 lo stesso Gimondi premiò Pantani, del quale era direttore sportivo, al podio degli Champs-Élysées.
Questo trionfo rappresentò anche il terzo e ultimo podio di Pantani nella Grande Boucle, dopo due terze posizioni raggiunte nel 1994 e nel 1997. Nella seconda posizione della graduatoria generale si classificò il passista-cronoman tedesco Jan Ullrich, peraltro al terzo podio consecutivo sulle strade francesi, dopo la vittoria dell'anno precedente e un'altra piazza d'onore nel 1996. Al terzo posto della classifica generale si piazzò il passista-scalatore e cronoman statunitense Bobby Julich, all'unico podio della carriera in quel di Parigi.
Le innate doti da grimpeur permisero a Pantani di staccare gli avversari in salita e di diventare, così, il settimo ciclista a compiere nell'arco di un solo anno solare l'accoppiata Giro d'Italia-Tour de France; prima di lui vi erano riusciti campioni del calibro di Fausto Coppi (due volte, nel 1949 e nel 1952), Jacques Anquetil (nel 1964), Eddy Merckx (tre volte, nel 1970, 1972 e 1974), Bernard Hinault (due volte, nel 1982 e nel 1985), Stephen Roche (nel 1987) e Miguel Indurain (due volte, nel 1992 e nel 1993).
L'edizione 1998 viene ricordata anche per il cosiddetto scandalo Festina.

## Percorso
Le tappe furono 21, precedute da un cronoprologo iniziale, per una distanza totale di 3 728,1 km; il prologo e le prime due frazioni si svolsero su suolo irlandese. Tre in totale le prove cronometro: oltre al prologo, la settima tappa con arrivo a Corrèze e la ventesima con arrivo a Le Creusot. Il paese venne percorso in senso antiorario, con la settimana iniziale completamente pianeggiante e riservata ai velocisti, e a seguire prima le due tappe pirenaiche di Luchon e Plateau de Beille, e poi cinque frazioni tra Francia e Svizzera sulle Alpi, con arrivi a Grenoble, Les Deux Alpes, Albertville, Aix-les-Bains e Neuchâtel.

## Tappe
| Tappa  | Data      | Percorso                                            | km      | Vincitore di tappa  | Leader cl. generale |
| ------ | --------- | --------------------------------------------------- | ------- | ------------------- | ------------------- |
| prol.  | 11 luglio | Dublino (IRL) > Dublino (IRL) (cron. individuale)   | 5,6     | Chris Boardman      | Chris Boardman      |
| 1ª     | 12 luglio | Dublino (IRL) > Dublino (IRL)                       | 186,5   | Tom Steels          | Chris Boardman      |
| 2ª     | 13 luglio | Enniscorthy (IRL) > Cork (IRL)                      | 205,5   | Ján Svorada         | Erik Zabel          |
| 3ª     | 14 luglio | Roscoff > Lorient                                   | 169     | Jens Heppner        | Bo Hamburger        |
| 4ª     | 15 luglio | Plouay > Cholet                                     | 252     | Jeroen Blijlevens   | Stuart O'Grady      |
| 5ª     | 16 luglio | Cholet > Châteauroux                                | 228,5   | Mario Cipollini     | Stuart O'Grady      |
| 6ª     | 17 luglio | La Châtre > Brive-la-Gaillarde                      | 204,5   | Mario Cipollini     | Stuart O'Grady      |
| 7ª     | 18 luglio | Meyrignac-l'Église > Corrèze (cron. individuale)    | 58      | Jan Ullrich         | Jan Ullrich         |
| 8ª     | 19 luglio | Brive-la-Gaillarde > Montauban                      | 190,5   | Jacky Durand        | Laurent Desbiens    |
| 9ª     | 20 luglio | Montauban > Pau                                     | 210     | Léon van Bon        | Laurent Desbiens    |
| 10ª    | 21 luglio | Pau > Luchon                                        | 196,5   | Rodolfo Massi       | Jan Ullrich         |
| 11ª    | 22 luglio | Luchon > Plateau de Beille                          | 170     | Marco Pantani       | Jan Ullrich         |
|        | 23 luglio | giorno di riposo                                    |         |                     |                     |
| 12ª    | 24 luglio | Tarascon-sur-Ariège > Cap d'Agde                    | 222     | Tom Steels          | Jan Ullrich         |
| 13ª    | 25 luglio | Frontignan la Peyrade > Carpentras                  | 196     | Daniele Nardello    | Jan Ullrich         |
| 14ª    | 26 luglio | Valréas > Grenoble                                  | 186,5   | Stuart O'Grady      | Jan Ullrich         |
| 15ª    | 27 luglio | Grenoble > Les Deux Alpes                           | 189     | Marco Pantani       | Marco Pantani       |
| 16ª    | 28 luglio | Vizille > Albertville                               | 204     | Jan Ullrich         | Marco Pantani       |
| 17ª    | 29 luglio | Albertville > Aix-les-Bains                         | 149     | tappa neutralizzata | Marco Pantani       |
| 18ª    | 30 luglio | Aix-les-Bains > Neuchâtel (CHE)                     | 218,5   | Tom Steels          | Marco Pantani       |
| 19ª    | 31 luglio | La Chaux-de-Fonds (CHE) > Autun                     | 242     | Magnus Bäckstedt    | Marco Pantani       |
| 20ª    | 1º agosto | Montceau-les-Mines > Le Creusot (cron. individuale) | 52      | Jan Ullrich         | Marco Pantani       |
| 21ª    | 2 agosto  | Melun > Parigi                                      | 147,5   | Tom Steels          | Marco Pantani       |
| Totale | Totale    | Totale                                              | 3 728,1 |                     |                     |

## Squadre e corridori partecipanti
| N.      | Cod. | Squadra               |
| ------- | ---- | --------------------- |
| 1-9     | TEL  | Team Deutsche Telekom |
| 11-19   | FES  | Festina-Lotus         |
| 21-29   | MER  | Mercatone Uno-Bianchi |
| 31-39   | MAP  | Mapei-Bricobi         |
| 41-49   | ONC  | ONCE-Deutsche Bank    |
| 51-59   | RAB  | Rabobank              |
| 61-69   | CSO  | Casino-Ag2r           |
| 71-79   | BAN  | Banesto               |
| 81-89   | GAN  | Gan                   |
| 91-99   | LOT  | Lotto-Mobistar        |
| 101-109 | TVM  | TVM-Farm Frites       |

| N.      | Cod. | Squadra                          |
| ------- | ---- | -------------------------------- |
| 111-119 | SAE  | Saeco-Cannondale                 |
| 121-129 | FDJ  | Française des Jeux               |
| 131-139 | COF  | Cofidis, le Crédit par Téléphone |
| 141-149 | PLT  | Team Polti                       |
| 151-159 | ASI  | Asics-CGA                        |
| 161-169 | VIT  | Vitalicio Seguros                |
| 171-179 | KEL  | Kelme-Costa Blanca               |
| 181-189 | USP  | US Postal Service                |
| 191-199 | RIS  | Riso Scotti-MG Maglificio        |
| 201-209 | BIG  | BigMat-Auber 93                  |

## Resoconto degli eventi
Delle 21 squadre partecipanti, 6 erano francesi, 6 italiane, 4 spagnole, 2 olandesi, 1 belga, 1 tedesca, 1 statunitense. I corridori partecipanti erano 52 italiani, 38 francesi, 29 spagnoli, 12 belgi, 11 olandesi, 8 tedeschi, 7 russi, 6 statunitensi, 5 svizzeri, 4 danesi, 3 colombiani, 3 australiani, 2 britannici, 2 kazaki, 1 estone, 1 svedese, 1 ceco, 1 portoghese, 1 ucraino, 1 finlandese, 1 austriaco, 1 polacco.
Numerosi i favoriti all'inizio della corsa: oltre al tedesco Jan Ullrich, già vincitore del Tour de France 1997, anche il trionfatore del Giro d'Italia 1998 Marco Pantani, il francese Laurent Jalabert, lo spagnolo Abraham Olano e lo svizzero Alex Zülle. La sfida per la vittoria si ridusse però, a partire dalla seconda settimana, ad un duello tra Ullrich, in forza al Team Deutsche Telekom, e Pantani, capitano della Mercatone Uno-Bianchi. Il "Pirata", dopo la vittoria in solitaria a Plateau de Beille, prese la maglia gialla imponendosi in modo decisivo nella tappa con arrivo a Les Deux Alpes: nell'occasione fece il vuoto sul Colle del Galibier e guadagnò quasi nove minuti sull'avversario principale, giunto al traguardo insieme ai gregari Bjarne Riis e Udo Bölts. Ullrich vinse comunque tre tappe, due delle quali a cronometro, ma nonostante una netta supremazia nelle prove contro il tempo (in tale specialità diede infatti un totale di 7 minuti a Pantani), dovette accontentarsi del secondo posto e della maglia bianca di miglior giovane, riservata agli Under 25. Su un totale di ventidue frazioni (considerando come unità pure il cronoprologo), Marco Pantani fu maglia gialla al termine delle ultime sette frazioni.
La sorpresa fu lo statunitense Bobby Julich, sempre tra i primi, che si portò a casa il terzo posto, risultato in verità poi mai più raggiunto in carriera. L'altro tedesco Erik Zabel, anch'egli della Deutsche Telekom, vinse per la terza volta consecutiva la maglia verde della classifica a punti, pur non aggiudicandosi alcuna tappa (miglior velocista fu invece il belga Tom Steels, che ne vinse quattro, diventando così il corridore a vincere più frazioni in questa edizione). Il francese Christophe Rinero, quarto a Parigi, fece sua la maglia a pois della classifica scalatori, complice l'esclusione prima di Richard Virenque e poi di Rodolfo Massi; la classifica a squadre andò alla Cofidis, capace di piazzare tre uomini nei primi dieci della generale (Julich, Rinero e Roland Meier, settimo).
Un grande scandalo-doping colpì la gara e l'opinione pubblica. Il 9 luglio, prima dell'inizio della corsa, la polizia doganale al confine tra Francia e Belgio ritrovò ingenti quantità di prodotti dopanti nell'auto di Willy Voet, massaggiatore della squadra Festina-Lotus, conducendolo subito nel carcere di Lilla. Le indagini della polizia francese, le perquisizioni nell'albergo della Festina, il fermo e le successive ammissioni del team manager Bruno Roussel relative alla pratica del doping di squadra portarono all'esclusione del team francese, cui appartenevano tra gli altri Richard Virenque, Laurent Brochard e Alex Zülle, al termine della sesta tappa, il 17 luglio.
Uno sciopero dei corridori provocò quindi l'annullamento della tappa del 29 luglio tra Albertville et Aix-les-Bains, e il conseguente abbandono della corsa da parte delle squadre Riso Scotti-MG Maglificio, Banesto, ONCE-Deutsche Bank, Kelme-Costa Blanca e Vitalicio Seguros; l'olandese TVM-Farm Frites, già sotto inchiesta per un caso simile nel marzo dello stesso anno, si ritirò anch'essa il giorno seguente, con il passaggio della corsa in Svizzera. L'inchiesta non si chiuse: ulteriori ritrovamenti, durante e dopo il Tour, di sostanze proibite presso gli alloggi di squadre come Casino-Ag2r e Gan portarono a decine di arresti tra ciclisti, dirigenti, staff tecnici e alla comminazione di numerose squalifiche sportive. Il direttore Jean-Marie Leblanc riuscì comunque a mediare e a far concludere l'edizione. Dei 189 partiti a Dublino, arrivarono a Parigi però solo 96 corridori.
A quindici anni di distanza da quest'edizione, il 24 luglio 2013 il Senato francese ha reso pubblici i risultati di alcuni test retroattivi compiuti su referti del Tour de France 1998, rivelando la positività di 18 corridori e valori anomali per altri 13. Tra i ciclisti positivi all'eritropoietina ci furono, tra gli altri, Zabel, Jalabert, Olano, Pantani, Ullrich, Andrea Tafi e Mario Cipollini.

## Dettagli delle tappe

### Prologo
- 11 luglio: Dublino (IRL) > Dublino (IRL) – Cronometro individuale – 5,6 km

Risultati
| Pos. | Corridore        | Squadra | Tempo |
| ---- | ---------------- | ------- | ----- |
| 1    | Chris Boardman   | Gan     | 6'12" |
| 2    | Abraham Olano    | Banesto | a 4"  |
| 3    | Laurent Jalabert | ONCE    | a 5"  |

| Pos. | Corridore        | Squadra | Tempo |
| ---- | ---------------- | ------- | ----- |
| 1    | Chris Boardman   | Gan     | 6'12" |
| 2    | Abraham Olano    | Banesto | a 4"  |
| 3    | Laurent Jalabert | ONCE    | a 5"  |

### 1ª tappa
- 12 luglio: Dublino (IRL) > Dublino (IRL) – 186,5 km

Risultati
| Pos. | Corridore    | Squadra       | Tempo    |
| ---- | ------------ | ------------- | -------- |
| 1    | Tom Steels   | Mapei         | 4h29'58" |
| 2    | Erik Zabel   | Deutsche Tel. | s.t.     |
| 3    | Léon van Bon | Rabobank      | s.t.     |

| Pos. | Corridore        | Squadra | Tempo    |
| ---- | ---------------- | ------- | -------- |
| 1    | Chris Boardman   | Gan     | 4h36'10" |
| 2    | Abraham Olano    | Banesto | a 4"     |
| 3    | Laurent Jalabert | ONCE    | a 5"     |

### 2ª tappa
- 13 luglio: Enniscorthy (IRL) > Cork (IRL) – 205,5 km

Risultati
| Pos. | Corridore       | Squadra  | Tempo    |
| ---- | --------------- | -------- | -------- |
| 1    | Ján Svorada     | Mapei    | 5h45'10" |
| 2    | Léon van Bon    | Rabobank | s.t.     |
| 3    | Mario Cipollini | Saeco    | s.t.     |

| Pos. | Corridore          | Squadra      | Tempo     |
| ---- | ------------------ | ------------ | --------- |
| 1    | Erik Zabel         | Deutsche Tel | 10h21'16" |
| 2    | Tom Steels         | Mapei        | a 7"      |
| 3    | Frédéric Moncassin | Gan          | s.t.      |

### 3ª tappa
- 14 luglio: Roscoff > Lorient – 169 km

Risultati
| Pos. | Corridore       | Squadra       | Tempo    |
| ---- | --------------- | ------------- | -------- |
| 1    | Jens Heppner    | Deutsche Tel. | 3h33'36" |
| 2    | Xavier Jan      | FDJ           | s.t.     |
| 3    | George Hincapie | US Postal     | a 2"     |

| Pos. | Corridore       | Squadra   | Tempo     |
| ---- | --------------- | --------- | --------- |
| 1    | Bo Hamburger    | TVM       | 13h55'00" |
| 2    | George Hincapie | US Postal | a 2"      |
| 3    | Stuart O'Grady  | Gan       | a 3"      |

### 4ª tappa
- 15 luglio: Plouay > Cholet – 252 km

Risultati
| Pos. | Corridore         | Squadra     | Tempo    |
| ---- | ----------------- | ----------- | -------- |
| 1    | Jeroen Blijlevens | TVM         | 5h48'32" |
| 2    | Nicola Minali     | Riso Scotti | s.t      |
| 3    | Ján Svorada       | Mapei       | s.t.     |

| Pos. | Corridore       | Squadra   | Tempo     |
| ---- | --------------- | --------- | --------- |
| 1    | Stuart O'Grady  | Gan       | 19h43'29" |
| 2    | Bo Hamburger    | TVM       | a 11"     |
| 3    | George Hincapie | US Postal | s.t.      |

### 5ª tappa
- 16 luglio: Cholet > Châteauroux – 228,5 km

Risultati
| Pos. | Corridore         | Squadra      | Tempo    |
| ---- | ----------------- | ------------ | -------- |
| 1    | Mario Cipollini   | Saeco        | 5h18'49" |
| 2    | Erik Zabel        | Deutsche Tel | s.t.     |
| 3    | Christophe Mengin | FDJ          | s.t.     |

| Pos. | Corridore       | Squadra   | Tempo     |
| ---- | --------------- | --------- | --------- |
| 1    | Stuart O'Grady  | Gan       | 25h02'18" |
| 2    | George Hincapie | US Postal | a 7"      |
| 3    | Bo Hamburger    | TVM       | a 11"     |

### 6ª tappa
- 17 luglio: La Châtre > Brive-la-Gaillarde – 204,5 km

Risultati
| Pos. | Corridore       | Squadra     | Tempo    |
| ---- | --------------- | ----------- | -------- |
| 1    | Mario Cipollini | Saeco       | 5h05'32" |
| 2    | Nicola Minali   | Riso Scotti | s.t.     |
| 3    | Ján Svorada     | Mapei       | s.t.     |

| Pos. | Corridore       | Squadra   | Tempo     |
| ---- | --------------- | --------- | --------- |
| 1    | Stuart O'Grady  | Gan       | 30h07'48" |
| 2    | George Hincapie | US Postal | a 9"      |
| 3    | Bo Hamburger    | TVM       | a 13"     |

### 7ª tappa
- 18 luglio: Meyrignac-l'Église > Corrèze – Cronometro individuale - 58 km

Risultati
| Pos. | Corridore      | Squadra       | Tempo    |
| ---- | -------------- | ------------- | -------- |
| 1    | Jan Ullrich    | Deutsche Tel. | 1h15'25" |
| 2    | Tyler Hamilton | US Postal     | a 1'10"  |
| 3    | Bobby Julich   | Cofidis       | a 1'18"  |

| Pos. | Corridore    | Squadra       | Tempo     |
| ---- | ------------ | ------------- | --------- |
| 1    | Jan Ullrich  | Deutsche Tel. | 31h24'37" |
| 2    | Bo Hamburger | TVM           | a 1'18"   |
| 3    | Bobby Julich | Cofidis       | s.t.      |

### 8ª tappa
- 19 luglio: Brive-la-Gaillarde > Montauban – 190,5 km

Risultati
| Pos. | Corridore    | Squadra     | Tempo    |
| ---- | ------------ | ----------- | -------- |
| 1    | Jacky Durand | Casino-Ag2r | 4h40'55" |
| 2    | Andrea Tafi  | Mapei       | s.t.     |
| 3    | Fabio Sacchi | Team Polti  | s.t.     |

| Pos. | Corridore        | Squadra     | Tempo     |
| ---- | ---------------- | ----------- | --------- |
| 1    | Laurent Desbiens | Cofidis     | 36h09'56" |
| 2    | Andrea Tafi      | Mapei       | a 14"     |
| 3    | Jacky Durand     | Casino-Ag2r | a 43"     |

### 9ª tappa
- 20 luglio: Montauban > Pau – 210 km

Risultati
| Pos. | Corridore          | Squadra  | Tempo    |
| ---- | ------------------ | -------- | -------- |
| 1    | Léon van Bon       | Rabobank | 5h21'10" |
| 2    | Jens Voigt         | Gan      | s.t.     |
| 3    | Massimiliano Lelli | Cofidis  | s.t.     |

| Pos. | Corridore        | Squadra     | Tempo     |
| ---- | ---------------- | ----------- | --------- |
| 1    | Laurent Desbiens | Cofidis     | 41h31'18" |
| 2    | Andrea Tafi      | Mapei       | a 14"     |
| 3    | Jacky Durand     | Casino-Ag2r | a 43"     |

### 10ª tappa
- 21 luglio: Pau > Luchon – 196,5 km

Risultati
| Pos. | Corridore       | Squadra       | Tempo    |
| ---- | --------------- | ------------- | -------- |
| 1    | Rodolfo Massi   | Casino-Ag2r   | 5h49'40" |
| 2    | Marco Pantani   | Mercatone Uno | a 36"    |
| 3    | Michael Boogerd | Rabobank      | a 59"    |

| Pos. | Corridore    | Squadra       | Tempo     |
| ---- | ------------ | ------------- | --------- |
| 1    | Jan Ullrich  | Deutsche Tel. | 47h25'18" |
| 2    | Bobby Julich | Cofidis       | a 1'18"   |
| 3    | Bo Hamburger | TVM           | a 2'17"   |

### 11ª tappa
- 22 luglio: Luchon > Plateau de Beille – 170 km

Risultati
| Pos. | Corridore     | Squadra       | Tempo    |
| ---- | ------------- | ------------- | -------- |
| 1    | Marco Pantani | Mercatone Uno | 5h15'27" |
| 2    | Roland Meier  | Cofidis       | a 1'26"  |
| 3    | Bobby Julich  | Cofidis       | a 1'33"  |

| Pos. | Corridore        | Squadra       | Tempo     |
| ---- | ---------------- | ------------- | --------- |
| 1    | Jan Ullrich      | Deutsche Tel. | 52h42'25" |
| 2    | Bobby Julich     | Cofidis       | a 1'11"   |
| 3    | Laurent Jalabert | ONCE          | a 2'17"   |

### 12ª tappa
- 24 luglio: Tarascon-sur-Ariège > Cap d'Agde – 222 km

Risultati
| Pos. | Corridore       | Squadra     | Tempo    |
| ---- | --------------- | ----------- | -------- |
| 1    | Tom Steels      | Mapei       | 4h12'51" |
| 2    | François Simon  | Gan         | s.t.     |
| 3    | Stéphane Barthe | Casino-Ag2r | s.t.     |

| Pos. | Corridore        | Squadra       | Tempo     |
| ---- | ---------------- | ------------- | --------- |
| 1    | Jan Ullrich      | Deutsche Tel. | 56h55'16" |
| 2    | Bobby Julich     | Cofidis       | a 1'11"   |
| 3    | Laurent Jalabert | ONCE          | a 3'01"   |

### 13ª tappa
- 25 luglio: Frontignan la Peyrade > Carpentras – 196 km

Risultati
| Pos. | Corridore           | Squadra | Tempo    |
| ---- | ------------------- | ------- | -------- |
| 1    | Daniele Nardello    | Mapei   | 4h32'46" |
| 2    | José Vicente García | Banesto | s.t.     |
| 3    | Andrea Tafi         | Mapei   | s.t.     |

| Pos. | Corridore        | Squadra       | Tempo     |
| ---- | ---------------- | ------------- | --------- |
| 1    | Jan Ullrich      | Deutsche Tel. | 61h30'53" |
| 2    | Bobby Julich     | Cofidis       | a 1'11"   |
| 3    | Laurent Jalabert | ONCE          | a 3'01"   |

### 14ª tappa
- 26 luglio: Valréas > Grenoble – 172,5 km

Risultati
| Pos. | Corridore           | Squadra | Tempo    |
| ---- | ------------------- | ------- | -------- |
| 1    | Stuart O'Grady      | Gan     | 4h30'53" |
| 2    | Giuseppe Calcaterra | Saeco   | s.t.     |
| 3    | Orlando Rodrigues   | Banesto | s.t.     |

| Pos. | Corridore        | Squadra       | Tempo     |
| ---- | ---------------- | ------------- | --------- |
| 1    | Jan Ullrich      | Deutsche Tel. | 66h11'51" |
| 2    | Bobby Julich     | Cofidis       | a 1'11"   |
| 3    | Laurent Jalabert | ONCE          | a 3'01"   |

### 15ª tappa
- 27 luglio: Grenoble > Les Deux Alpes – 189 km

Risultati
| Pos. | Corridore         | Squadra       | Tempo    |
| ---- | ----------------- | ------------- | -------- |
| 1    | Marco Pantani     | Mercatone Uno | 5h43'45" |
| 2    | Rodolfo Massi     | Casino-Ag2r   | a 1'54"  |
| 3    | Fernando Escartín | Kelme         | a 1'59"  |

| Pos. | Corridore         | Squadra       | Tempo     |
| ---- | ----------------- | ------------- | --------- |
| 1    | Marco Pantani     | Mercatone Uno | 71h58'37" |
| 2    | Bobby Julich      | Cofidis       | a 3'53"   |
| 3    | Fernando Escartín | Kelme         | a 4'14"   |

### 16ª tappa
- 28 luglio: Vizille > Albertville – 204 km

Risultati
| Pos. | Corridore     | Squadra       | Tempo    |
| ---- | ------------- | ------------- | -------- |
| 1    | Jan Ullrich   | Deutsche Tel. | 5h39'47" |
| 2    | Marco Pantani | Mercatone Uno | s.t.     |
| 3    | Bobby Julich  | Cofidis       | a 1'49"  |

| Pos. | Corridore     | Squadra       | Tempo     |
| ---- | ------------- | ------------- | --------- |
| 1    | Marco Pantani | Mercatone Uno | 77h38'24" |
| 2    | Bobby Julich  | Cofidis       | a 5'42"   |
| 3    | Jan Ullrich   | Deutsche Tel. | a 5'56"   |

### 17ª tappa
- 29 luglio: Albertville > Aix-les-Bains – 149 km

Risultati
| - |

| Pos. | Corridore     | Squadra       | Tempo     |
| ---- | ------------- | ------------- | --------- |
| 1    | Marco Pantani | Mercatone Uno | 77h38'24" |
| 2    | Bobby Julich  | Cofidis       | a 5'42"   |
| 3    | Jan Ullrich   | Deutsche Tel. | a 5'56"   |

### 18ª tappa
- 30 luglio: Aix-les-Bains > Neuchâtel (CH) – 218,5 km

Risultati
| Pos. | Corridore      | Squadra       | Tempo    |
| ---- | -------------- | ------------- | -------- |
| 1    | Tom Steels     | Mapei         | 4h53'27" |
| 2    | Erik Zabel     | Deutsche Tel. | s.t.     |
| 3    | Stuart O'Grady | Gan           | s.t.     |

| Pos. | Corridore     | Squadra       | Tempo     |
| ---- | ------------- | ------------- | --------- |
| 1    | Marco Pantani | Mercatone Uno | 82h31'51" |
| 2    | Bobby Julich  | Cofidis       | a 5'42"   |
| 3    | Jan Ullrich   | Deutsche Tel. | a 5'56"   |

### 19ª tappa
- 31 luglio: La Chaux-de-Fonds (CH) > Autun – 242 km

Risultati
| Pos. | Corridore          | Squadra  | Tempo    |
| ---- | ------------------ | -------- | -------- |
| 1    | Magnus Bäckstedt   | Gan      | 5h10'14" |
| 2    | Maarten den Bakker | Rabobank | s.t.     |
| 3    | Eddy Mazzoleni     | Saeco    | s.t.     |

| Pos. | Corridore     | Squadra       | Tempo     |
| ---- | ------------- | ------------- | --------- |
| 1    | Marco Pantani | Mercatone Uno | 87h58'43" |
| 2    | Bobby Julich  | Cofidis       | a 5'42"   |
| 3    | Jan Ullrich   | Deutsche Tel. | a 5'56"   |

### 20ª tappa
- 1º agosto: Montceau-les-Mines > Le Creusot - Cronometro individuale – 52 km

Risultati
| Pos. | Corridore     | Squadra       | Tempo    |
| ---- | ------------- | ------------- | -------- |
| 1    | Jan Ullrich   | Deutsche Tel. | 1h03'52" |
| 2    | Bobby Julich  | Cofidis       | a 1'01"  |
| 3    | Marco Pantani | Mercatone Uno | a 2'35"  |

| Pos. | Corridore     | Squadra       | Tempo     |
| ---- | ------------- | ------------- | --------- |
| 1    | Marco Pantani | Mercatone Uno | 89h05'10" |
| 2    | Jan Ullrich   | Deutsche Tel. | a 3'21"   |
| 3    | Bobby Julich  | Cofidis       | a 4'08"   |

### 21ª tappa
- 2 agosto: Melun > Parigi (Champs-Élysées) – 147,5 km

Risultati
| Pos. | Corridore      | Squadra | Tempo    |
| ---- | -------------- | ------- | -------- |
| 1    | Tom Steels     | Mapei   | 3h44'36" |
| 2    | Stefano Zanini | Mapei   | s.t.     |
| 3    | Stuart O'Grady | Gan     | s.t.     |

| Pos. | Corridore     | Squadra       | Tempo     |
| ---- | ------------- | ------------- | --------- |
| 1    | Marco Pantani | Mercatone Uno | 92h49'46" |
| 2    | Jan Ullrich   | Deutsche Tel. | a 3'21"   |
| 3    | Bobby Julich  | Cofidis       | a 4'08"   |

## Evoluzione delle classifiche
| Tappa              | Vincitore          | Classifica generale Maglia gialla | Classifica a punti Maglia verde | Classifica scalatori Maglia a pois | Classifica giovani Maglia bianca | Classifica a squadre Numero giallo |
| ------------------ | ------------------ | --------------------------------- | ------------------------------- | ---------------------------------- | -------------------------------- | ---------------------------------- |
| Prologo            | Chris Boardman     | Chris Boardman                    | Chris Boardman                  | non assegnata                      | Jan Ullrich                      | Festina-Lotus                      |
| 1ª                 | Tom Steels         | Chris Boardman                    | Tom Steels                      | Stefano Zanini                     | Jan Ullrich                      | Festina-Lotus                      |
| 2ª                 | Ján Svorada        | Erik Zabel                        | Tom Steels                      | Stefano Zanini                     | Jan Ullrich                      | Festina-Lotus                      |
| 3ª                 | Jens Heppner       | Bo Hamburger                      | Ján Svorada                     | Pascal Hervé                       | George Hincapie                  | Casino-Ag2r                        |
| 4ª                 | Jeroen Blijlevens  | Stuart O'Grady                    | Ján Svorada                     | Pascal Hervé                       | Stuart O'Grady                   | Casino-Ag2r                        |
| 5ª                 | Mario Cipollini    | Stuart O'Grady                    | Erik Zabel                      | Pascal Hervé                       | Stuart O'Grady                   | Casino-Ag2r                        |
| 6ª                 | Mario Cipollini    | Stuart O'Grady                    | Erik Zabel                      | Pascal Hervé                       | Stuart O'Grady                   | Casino-Ag2r                        |
| 7ª                 | Jan Ullrich        | Jan Ullrich                       | Erik Zabel                      | Stefano Zanini                     | Jan Ullrich                      | Team Deutsche Telekom              |
| 8ª                 | Jacky Durand       | Laurent Desbiens                  | Erik Zabel                      | Stefano Zanini                     | Jan Ullrich                      | Cofidis                            |
| 9ª                 | Léon van Bon       | Laurent Desbiens                  | Erik Zabel                      | Jens Voigt                         | Jan Ullrich                      | Cofidis                            |
| 10ª                | Rodolfo Massi      | Jan Ullrich                       | Erik Zabel                      | Rodolfo Massi                      | Jan Ullrich                      | Cofidis                            |
| 11ª                | Marco Pantani      | Jan Ullrich                       | Erik Zabel                      | Rodolfo Massi                      | Jan Ullrich                      | Cofidis                            |
| 12ª                | Tom Steels         | Jan Ullrich                       | Erik Zabel                      | Rodolfo Massi                      | Jan Ullrich                      | Cofidis                            |
| 13ª                | Daniele Nardello   | Jan Ullrich                       | Erik Zabel                      | Rodolfo Massi                      | Jan Ullrich                      | Cofidis                            |
| 14ª                | Stuart O'Grady     | Jan Ullrich                       | Erik Zabel                      | Rodolfo Massi                      | Jan Ullrich                      | Cofidis                            |
| 15ª                | Marco Pantani      | Marco Pantani                     | Erik Zabel                      | Rodolfo Massi                      | Jan Ullrich                      | Cofidis                            |
| 16ª                | Jan Ullrich        | Marco Pantani                     | Erik Zabel                      | Rodolfo Massi                      | Jan Ullrich                      | Cofidis                            |
| 17ª                | neutralizzata      | Marco Pantani                     | Erik Zabel                      | Christophe Rinero                  | Jan Ullrich                      | Cofidis                            |
| 18ª                | Tom Steels         | Marco Pantani                     | Erik Zabel                      | Christophe Rinero                  | Jan Ullrich                      | Cofidis                            |
| 19ª                | Magnus Bäckstedt   | Marco Pantani                     | Erik Zabel                      | Christophe Rinero                  | Jan Ullrich                      | Cofidis                            |
| 20ª                | Jan Ullrich        | Marco Pantani                     | Erik Zabel                      | Christophe Rinero                  | Jan Ullrich                      | Cofidis                            |
| 21ª                | Tom Steels         | Marco Pantani                     | Erik Zabel                      | Christophe Rinero                  | Jan Ullrich                      | Cofidis                            |
| Classifiche finali | Classifiche finali | Marco Pantani                     | Erik Zabel                      | Christophe Rinero                  | Jan Ullrich                      | Cofidis                            |

## Classifiche finali

### Classifica generale - Maglia gialla
| Pos. | Corridore          | Squadra       | Tempo     |
| ---- | ------------------ | ------------- | --------- |
| 1    | Marco Pantani      | Mercatone Uno | 92h49'46" |
| 2    | Jan Ullrich        | Deutsche Tel. | a 3'21"   |
| 3    | Bobby Julich       | Cofidis       | a 4'08"   |
| 4    | Christophe Rinero  | Cofidis       | a 9'16"   |
| 5    | Michael Boogerd    | Rabobank      | a 11'26"  |
| 6    | Jean-Cyril Robin   | US Postal     | a 14'57"  |
| 7    | Roland Meier       | Cofidis       | a 15'13"  |
| 8    | Daniele Nardello   | Mapei-GB      | a 16'07"  |
| 9    | Giuseppe Di Grande | Mapei-GB      | a 17'35"  |
| 10   | Axel Merckx        | Team Polti    | a 17'39"  |

### Classifica a punti - Maglia verde
| Pos. | Corridore       | Squadra       | Punti |
| ---- | --------------- | ------------- | ----- |
| 1    | Erik Zabel      | Deutsche Tel. | 327   |
| 2    | Stuart O'Grady  | Gan           | 230   |
| 3    | Tom Steels      | Mapei-GB      | 221   |
| 4    | Robbie McEwen   | Rabobank      | 196   |
| 5    | George Hincapie | US Postal     | 151   |

### Classifica scalatori - Maglia a pois
| Pos. | Corridore         | Squadra       | Punti |
| ---- | ----------------- | ------------- | ----- |
| 1    | Christophe Rinero | Cofidis       | 200   |
| 2    | Marco Pantani     | Mercatone Uno | 175   |
| 3    | Alberto Elli      | Casino-Ag2r   | 165   |
| 4    | Cédric Vasseur    | Gan           | 156   |
| 5    | Stéphane Heulot   | F. des Jeux   | 152   |

### Classifica giovani - Maglia bianca
| Pos. | Corridore          | Squadra       | Tempo     |
| ---- | ------------------ | ------------- | --------- |
| 1    | Jan Ullrich        | Deutsche Tel. | 92h53'07" |
| 2    | Christophe Rinero  | Cofidis       | a 5'55"   |
| 3    | Giuseppe Di Grande | Mapei-GB      | a 14'14"  |
| 4    | Kevin Livingston   | Cofidis       | a 30'42"  |
| 5    | Jörg Jaksche       | Team Polti    | a 32'20"  |

### Classifica a squadre - Numero giallo
| Pos. | Squadra               | Tempo      |
| ---- | --------------------- | ---------- |
| 1    | Cofidis               | 278h29'58" |
| 2    | Casino-Ag2r           | a 29'09"   |
| 3    | US Postal Service     | a 41'40"   |
| 4    | Team Deutsche Telekom | a 46'01"   |
| 5    | Lotto-Mobistar        | a 1h04'14" |

### Classifica combattività - Numero rosso
| Pos. | Corridore            | Squadra     | Punti |
| ---- | -------------------- | ----------- | ----- |
| 1    | Jacky Durand         | Casino-Ag2r | 95    |
| 2    | Andrea Tafi          | Mapei-GB    | 51    |
| 3    | Stéphane Heulot      | F. des Jeux | 49    |
| 4    | Cédric Vasseur       | Gan         | 47    |
| 5    | Christophe Agnolutto | Casino-Ag2r | 43    |